# مدرسة طب مانتشستر
مدرسة طب مانتشستر (بالإنجليزية: Manchester Medical School)‏ هي إحدى المدارس لتعليم الطب في المملكة المتحدة. مركز هذه المدرسة الطبية هو جامعة مانشستر. تم تأسيس هذه المدرسة رسمياً في عام 1874. أؤسست من مدرسة التشريح في مشفى مانشستر الملكي، الذي افتتح في 1814.